# American Collegiate Invitational
Das American Collegiate Invitational war ein Einladungsturnier im US-amerikanischen College Tennis, das von 2014 bis 2017 stets während der zweiten Woche der US Open im USTA Billie Jean King National Tennis Center in New York City stattfand.

## Modus
Ausgetragen wurden eine Damen- und eine Herrenkonkurrenz, deren Felder aus jeweils acht Spielern bestanden. Doppelwettbewerbe wurden keine gespielt. Für eine Einladung in Betracht gezogen wurden nur Spieler mit US-amerikanischer Staatsangehörigkeit. Neben aktiven College-Spielern durften auch solche teilnehmen, die im Sommer selben Jahres ihre College-Karriere beendet hatten. In beiden Konkurrenzen erhielten die folgenden acht Spieler eine Einladung:
- Die beiden bestplatzierten Spieler in der Weltrangliste
- Die fünf bestplatzierten Spieler in der College-Rangliste
- Eine von der USTA ausgewählte Wildcard

War einer der fünf bestplatzierten Spieler der College-Rangliste bereits über seine Weltranglistenposition qualifiziert sein, so rückte der sechstbeste Spieler nach.
Den Siegern bei den Damen und Herren wurden Wildcards für die Hauptfelder der kommenden US Open in Aussicht gestellt. Die tatsächliche Vergabe war an die Bedingung geknüpft, dass der betreffende Spieler dann eine bestimmte Position in der Weltrangliste erreicht hatte. Andernfalls galt die Wildcard nur für das Qualifikationsturnier. Im Jahr 2014 lagen die Grenzen hierfür bei Rang 250 bei den Herren und Rang 150 bei den Damen. Ab dem Jahr 2015 lagen die Grenzen für Damen und Herren einheitlich bei Rang 120.

## Siegerliste

### Herren
| Jahr | Sieger               | Finalgegner      | Ergebnis        |
| ---- | -------------------- | ---------------- | --------------- |
| 2014 | Marcos Giron         | Peter Kobelt     | 6:1, 6:3        |
| 2015 | Mackenzie McDonald   | Gonzales Austin  | 6:2, 7:5        |
| 2016 | Thai-Son Kwiatkowski | Austin Smith     | 6:2, 6:2        |
| 2017 | Tom Fawcett          | Michael Redlicki | 7:64, 6:76, 6:4 |

### Damen
| Jahr | Sieger               | Finalgegner         | Ergebnis      |
| ---- | -------------------- | ------------------- | ------------- |
| 2014 | Jamie Loeb           | Julia Elbaba        | 7:5, 6:1      |
| 2015 | Robin Anderson       | Chanelle Van Nguyen | 6:4, 6:4      |
| 2016 | Danielle Collins     | Ronit Yurovsky      | 6:2, 6:4      |
| 2017 | Francesca Di Lorenzo | Ingrid Neel         | 4:6, 6:4, 6:4 |